# Меркиш-Лух
Меркиш-Лух (нем. Märkisch Luch) — община в Германии, в земле Бранденбург.
Входит в состав района Хафельланд. Подчиняется управлению Неннхаузен.  Население составляет 1330 человек (на 31 декабря 2010 года). Занимает площадь 71,02 км².
Коммуна подразделяется на 6 сельских округов.
| Год  | Население |
| ---- | --------- |
| 2005 | 1373      |
| 2010 | 1334      |